# Erdbeben von Concepción 1960
Das Erdbeben von Concepción 1960 war eigentlich eine Serie dreier Erdbeben am 21. und 22. Mai 1960. Sie waren gleichzeitig ein Vorläufer für das Erdbeben von Valdivia 1960.
Das erste Erdbeben am 21. Mai um 06:02 Uhr UTC-4. Sein Epizentrum befand sich bei Cañete, Región del Bío-Bío, Chile, und seine Magnitude erreichte 8,1  oder 8,3 MW und 7,3 oder 7,5MS. Dieses 35 Sekunden lange Erdbeben zerstörte ein Drittel der Gebäude in der Stadt Concepción.
| Erdbeben am 21. Mai um 6:02 UTC | Erdbeben am 21. Mai um 6:02 UTC | Erdbeben am 21. Mai um 6:02 UTC  |
| Ort                             | Mercallistufe                   | Schäden                          |
| ------------------------------- | ------------------------------- | -------------------------------- |
| Concepción                      | IX                              | 125 Tote, viele Gebäude zerstört |
| Talcahuano                      | IX                              | 65 % aller Gebäude zerstört      |
| Coronel                         | IX                              |                                  |
| Lota                            | IX                              |                                  |
| Lebu                            | X                               |                                  |

Das zweite Erdbeben fand am 22. Mai um 06:30 Uhr UTC-4 statt. Sein Epizentrum befand sich im Nationalpark Nahuelbuta, Región de la Araucanía, Chile, und seine Magnitude war 7,1 Mw. Es folgte ein Erdbeben mit 6,8 Mw um 06:32 Uhr UTC-4.
Das dritte Erdbeben ereignete sich am selben Tag um 14:56 Uhr UTC-4. Sein Epizentrum lag bei Purén und seine Magnitude war 7,8 Mw. 15 Minuten danach kam es zum Erdbeben von Valdivia 1960.